# Rondón (Colômbia)

Localização de Rondon no departamento de Boyacá.

Rondon é um município no departamento de Boyacá, na Colômbia.